# Tholera chloris
Tholera chloris là một loài bướm đêm trong họ Noctuidae.